# Bodeasa, Botoșani
Bodeasa este un sat ce aparține orașului Săveni din județul Botoșani, Moldova, România. Satul Bodeasa se află în partea de nord a județului, în Câmpia Moldovei. Localitatea nu este traversată de șosele naționale, ci doar de un drum comunal, DC13, ce face legătura cu Săveni, localitatea de reședință a orașului, aflată la aproximativ 6 km distanță.

## Vecini
La nord se învecinează cu satul Aurel Vlaicu – aproximativ 2 km, la est cu orașul Săveni, la sud cu satul Sârbi, circa 3 km, iar la vest cu satul Tudor Vladimirescu.

## Istoric
Primele mențiuni sunt făcute la 30 martie 1652.
Despre localitate:
Dezvoltarea localității este favorizată de factorii pedoclimatici ce permit creșterea animalelor și dezvoltarea culturilor vegetale, aceste activități determinand de altfel și caracteristica dominantă a localității.
Satul este situat în zona de frontieră, fiind cuprins în cadrul Convenției dintre România și Republica Moldova privind micul trafic de frontieră.
Localitatea este străbătută de pârâul Bodeasa (lungime - 26 km).

## Obiective turistice
- Situl arheologic de la Bodeasa, cod LMI BT-I-s-B-01754 (sec.XVII-XVIII Epoca medievală; sec.IV-V Epoca migrațiilor; Epoca bronzului târziu cultura Noua; Eneolitic cultura Cucuteni) - urme de locuire din paleolitic.
- Școala generală si grădinița din Bodeasa